# Kovács Béla (matematikus)

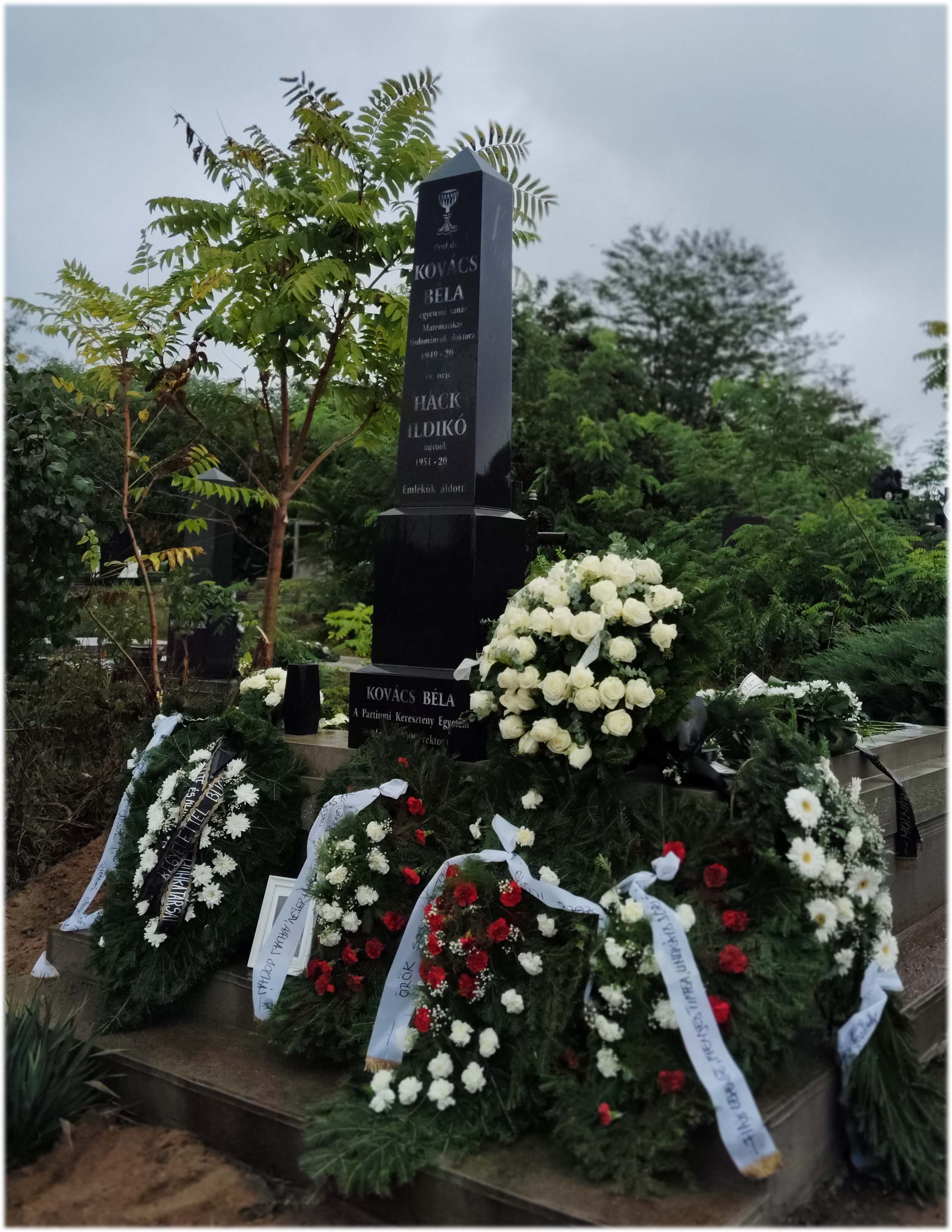
Sírja az érmihályfalvi református temetőben

Kovács Béla (Kovács Adalbert) (Érkörtvélyes, 1949. január 29. – 2024. szeptember 7.) matematikus, egyetemi tanár, Kovács Levente és Kovács Laura Ildikó apja.

## Életútja
Középiskolát az érmihályfalvi reál-líceumban végzett, egyetemi tanulmányait Kolozsváron kezdte a Babeș–Bolyai Tudományegyetemen 1967-ben, majd a másodév elvégzése után a moszkvai Lomonoszov Egyetem matematika-mechanika karán folytatta, és szerzett diplomát 1973-ban. Pályáját a resicai almérnöki (üzemmérnöki) főiskola tanársegédjeként kezdte, 1982-ben doktorált  Bukarestben Caius Iacob akadémikus irányításával. 1984-től a temesvári Traian Vuia Műszaki Egyetem matematikai tanszékének előadótanára (docense), 1994 óta egyetemi tanár, egyben 1996 óta a nagyváradi Sulyok István Református Főiskola tanára és dékánja, majd 1999 októberétől 2004 májusáig a Partiumi Keresztény Egyetem (PKE) alapító rektora.

## Munkássága
Kutatási tárgyköre az elméleti mechanika, rezgéstan, folyadékok és gázok hidrodinamikája s az elektronika területén jelentkező matematikai függvények tanulmányozása és kidolgozása. Több egyetemi példatár és jegyzet társszerzője. Szakcikkeivel resicai, temesvári, dévai, nagyszebeni és bukaresti tudományos gyűjteményekben és kongresszusi kötetekben jelentkezett. Magyar nyelvű tudománynépszerűsítő írásait, könyvismertetéseit a temesvári Szabad Szó és A Hét közölte.

### Könyvei
- Matematici superioare pentru subingineri I–II. (Temesvár, 1976)
- Mecanică tehnică, Statica (Temesvár, 1977)
- Matematică superioară I–II. (Temesvár, 1982)
- Matematici superioare. Probleme pentru concursul profesional Traian Lalescu, Secții de subingineri (Temesvár, 1982)

## Társasági tagság (válogatás)
- A Királyhágó-melléki Református Egyházkerület Igazgatótanácsának és Közgyűlésének tagja
- Erdélyi Magyar Műszaki Tudományos Társaság (EMT) tagja